# 北大西洋公约
《北大西洋公约》（英語：North Atlantic Treaty）是1949年4月4日在美國华盛顿哥伦比亚特区由12国联合签署的条约，最初的12个缔约国即是北大西洋公约组织的创始国。

## 缔约国

北大西洋公约缔约国

缔约国变化

| - 比利时 - 加拿大 - 丹麦 - 法國 - 冰島 - 義大利 | - 盧森堡 - 荷蘭 - 挪威 - 葡萄牙 - 英国 - 美国 |

後續签署国包括：
| - 希臘（1952年） - 土耳其（1952年） - 德国（1955年） - 西班牙（1982年） - 捷克（1999年） - 匈牙利（1999年） - 波蘭（1999年） - 保加利亚（2004年） - 爱沙尼亚（2004年） - 拉脫維亞（2004年） | - 立陶宛（2004年） - 羅馬尼亞（2004年） - 斯洛伐克（2004年） - 斯洛維尼亞（2004年） - 阿尔巴尼亚（2009年） - （2009年） - 蒙特內哥羅（2017年） - 北馬其頓（2020年） - 芬兰（2023年） - 瑞典（2024年） |

## 历史
在美国参议院，北大西洋公约于1949年7月21日以82票对13票通过。
当1990年两德统一后，前東德區域自动成为北大西洋公约组织的涵蓋區。
该份条约的关键部分是第五条款（Article V）要求簽署国承诺“针对任何一个成员国发动的武装攻击应被视为是对全体成员国发动的武装攻击”，该条款的用意主要是防范苏联对西欧的大规模武装攻击，但直到冷战结束，第五条款一直都没有被动用过，它被首次动用，是在2001年9月11日对美國紐約州的世界贸易中心和五角大楼袭击事件后发起的雄鷹行動。
该条约的第四条款：要求成员国承诺“当北约成员国在领土完整、政治独立或安全受到威胁时，在任何一个成员国的提议下，北约各国将进行紧急磋商”。第四条款的第一次使用是在2003年伊拉克战争期间由土耳其提出；第二次使用是在2012年，因为一架土耳其F-4军机在土耳其叙利亚边境被叙利亚防空系统击落再次由土耳其提出。